# 플라마트 도르프역
플라마트 도르프역(독일어: Bahnhof Flamatt Dorf)은 스위스 프리부르주 뷔네빌-플라마트 자치제에 있는 기차역이다. 젠제탈반의 표준궤 플라마트-라우펜선에 있다.

## 역사
2019년과 2021년 사이에 역의 측면 승강장은 더 긴 열차를 수용하기 위해 70미터 연장되었으며, 배리어 프리 탑승이 가능하도록 높아졌다. 2021년 4월에 나머지 노선과 함께 역이 재개통되었다.

## 운행편
2020년 12월 시간표 변경에 따라 다음 서비스가 플라마트 도르프에서 정차한다.
- 베른 S-반 : S2 : 라우펜 BE와 랑나우 사이를 30분 간격으로 운행한다.